# Operacja Icchak
Operacja Icchak (hebr. מבצע יצחק, Miwca Icchak, zwana również Bitwą o Dżanin) – izraelska operacja wojskowa przeprowadzoną podczas I wojny izraelsko-arabskiej w dniu 3 czerwca 1948 roku przeciwko irackiemu korpusowi ekspedycyjnemu w rejonie miasta Dżanin, w północnej części Samarii. Operacja była prowadzona na północnym froncie walk. W pierwszej fazie operacji Izraelczycy odnieśli sukces, później jednak musieli wycofać się. Zadali jednak poważne straty Irakijczykom. Całość operacji zakończyła się izraelskim niepowodzeniem.

## Tło wydarzeń

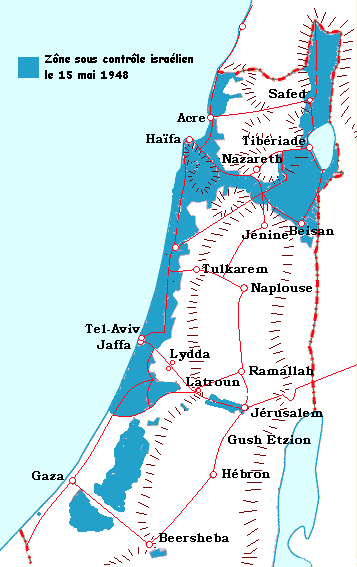
Tereny kontrolowane przez Izraelczyków w dniu 20 maja 1948 r.

Rejon Doliny Jezreel był ważnym ośrodkiem żydowskiego osadnictwa rolniczego. Przebiegała tędy także ważna strategicznie droga łącząca Hajfę z Bet Sze’an i Galileą. Przyjęta 29 listopada 1947 roku Rezolucja Zgromadzenia Ogólnego ONZ nr 181 przyznała ten obszar państwu żydowskiemu. Na samym początku I wojny izraelsko-arabskiej, w dniu 15 maja 1948 roku do dawnego Mandatu Palestyny wkroczył iracki korpus ekspedycyjny, którego siły weszły do północnej Samarii zajmując miasto Dżanin, a następnie wystawiając swoje wysunięte posterunki w rejonie Kalkilji i Tulkarm. Siły te zagrażały nadmorskiej równinie oraz Dolinie Jezreel. Równocześnie oddziały Arabskiej Armii Wyzwoleńczej dowodzone przez Fauziego al-Kawukdżiego przegrupowały się do Nazaretu. Odległość między nimi a Irakijczykami wynosiła 12 kilometrów i tworzyła uzasadnione obawy, że może dojść do przecięcia Doliny Jezreel na pół. Spowodowałoby to całkowite odcięcie żydowskich osiedli położonych w rejonie jeziora Tyberiadzkiego. Pozbawione dostaw zaopatrzenia, szybko zostałyby one zdobyte przez wojska syryjskie i libańskie.
Sztab Generalny Sił Obronnych Izraela mianował dowódcą frontu północnego Mosze Karmela. W dniach 28-30 maja Izraelczycy przeprowadzili w rejonie Doliny Jezreel i wzgórz Gilboa operację „Erez”. W trakcie jej trwania zajęto arabskie wioski położone u wejścia do wadi Ara. Otworzyło to drogę do następnego natarcia na miasto Dżanin. Za kontynuowaniem działań ofensywnych w tym rejonie przemawiały dwa ważne czynniki: (1) zabezpieczenie dróg komunikacyjnych i przeciwdziałanie odcięcia Galilei od reszty kraju; (2) odciążenie sił izraelskich toczących ciężkie walki w rejonie Latrun  w celu przywrócenia komunikacji z Jerozolimą. Atak na pozycje irackie w rejonie Dżaninu uniemożliwiał im przesłanie posiłków Jordańczykom do Latrun, a równocześnie wywierał nacisk na dowództwie jordańskiego Legionu Arabskiego, aby wysłać posiłki w celu utrzymania linii frontu w Samarii. Dlatego izraelskie dowództwo wydało rozkaz przygotowania operacji „Icchak”.
Miasto Dżanin jest położone w głębokiej dolinie w otoczeniu gór. Jedyne łagodne dojście prowadzi z kierunku północno-zachodniego, od strony Doliny Jezreel. Zgodnie z planem, atak na Dżanin miał przebiegać w trzech etapach, których realizacja miała nastąpić w jedną noc. W pierwszym etapie siły Brygady Golani miały przejąć kontrolę nad arabskimi wioskami położonymi na zachodnich i południowych zboczach wzgórz Gilboa, oraz po obu stronach drogi Afula – Dżanin. W drugim etapie, dwa bataliony Brygady Karmeli miały przejąć kontrolę nad drogami dojazdowymi do miasta. Jeden batalion miał zająć okoliczne wzgórza położone na zachód, a drugi batalion wzgórza położone na wschód od miasta. Na wzgórzach miano utworzyć pierścień pozycji, z których ostrzeliwano by miasto. Dżanin zostałby w ten sposób uchwycony w kleszcze. W trzecim etapie, siły Brygady Karmeli, wspierane przez opancerzone pojazdy miały zająć miasto.

## Układ sił

### Siły arabskie
Miasto Dżanin znajdowało się w północnym sektorze obrony irackiej w Samarii. Sektor północny rozciągał się od rzeki Jordan do wioski Lajjun na południu. Za obronę tego odcinka odpowiadała 4 Brygada wzmocniona baterią artylerii, kompanią pancerną i dwa batalionami ochotników arabskich. Jednak bezpośrednio w samym mieście Dżanin stacjonował batalion irackiej piechoty, wspierany przez baterię artylerii. Było to około 700 żołnierzy, dowodzonych przez pułkownika Omara Ali. Dodatkową siłę stanowił oddział lokalnej arabskiej milicji. W mieście prawie nie było cywilnych mieszkańców, ponieważ większość z nich uciekła na przełomie maja i czerwca, gdy w pobliżu Izraelczycy przeprowadzali operację „Erez”.

### Siły żydowskie
Dowództwo Sił Obronnych Izraela do przeprowadzenia bezpośredniego ataku na Dżanin wyznaczyło cztery bataliony piechoty. Były to: 21 i 22 Bataliony z Brygady Karmeli, wzmocnione 13 Batalionem oraz łączonym z 14 i 15 Batalionu Brygady Golani. Było to w sumie około 1,3 tys. żołnierzy, dowodzonych przez Mordechaja Maklefa. Równocześnie Brygada Aleksandroni miała prowadzić działania dywersyjne na szerokim froncie z rejonu Netanji w kierunku na Tulkarm. Miały one na celu odciągnąć uwagę irackiego dowództwa i uniemożliwić przegrupowanie posiłków w rejon głównego natarcia.

## Przebieg operacji
Przygotowania do operacji rozpoczęto 1 czerwca 1948 roku. Siły 21 i 22 Batalionu zajęły pozycje w opuszczonej arabskiej wiosce Sandala, natomiast 13 Batalion zajął pozycje w wioskach Nuris i al-Mazar. W nocy z 1 na 2 czerwca siły Brygady Golani zajęły po krótkiej walce arabską wioskę Dżalama, otwierając w ten sposób drogę wjazdową do wadi Ara. W ciągu dnia odparto irackie kontraataki.
Rozpoczęcie operacji nastąpiło w nocy z 2 na 3 czerwca 1948 roku. Pod osłoną ciemności, 13 Batalion zszedł ze wzgórz Gilboa i zajął wioskę Arabbuna. Tutaj jego siły podzieliły się na trzy części i zajęły pobliskie wioski Faku’a, Dajr Ghazala i Arrana. Mieszkańcy zajętych wiosek w większości uciekli do Dżaninu. Po ukończeniu pierwszego etapu operacji, do działań przystąpiły oba bataliony Brygady Karmeli. 21 Batalion zajął wioskę Mukajbila, a następnie pobliską opuszczoną brytyjską bazę lotniczą RAF Mukajbila. Po krótkiej walce zajął nad ranem wzgórza górujące od zachodu nad Dżaninem. Równocześnie 22 Batalion zajął w nocy wioskę Dżalama, skąd wyprowadził natarcie zajmując większość wschodniej grani górującej nad Dżaninem. O świcie 3 czerwca, Mosze Carmel wysłał następujący meldunek do Sztabu Generalnego: „Atak na Dżanin postępuje zgodnie z planem. Zajęliśmy już dominujące pozycje na wschód i południowy zachód od drogi, przejmując nad nią kontrolę. Nasze siły wkroczyły także do północnej części miasta. Wróg stawia silny opór ze wszystkich rodzajów broni palnej. Bitwa toczy się nadal. Niezbędne jest przeprowadzenie dywersyjnego ataku przez Brygadę Alexandroni, aby zapobiec dostarczenia tutaj posiłków”.
Brygada Aleksandroni nie przeprowadziła jednak żadnych działań dywersyjnych, ponieważ jej dowódca oświadczył, że nie posiada wystarczającej liczby sprawnych żołnierzy. Natomiast iracki pułkownik Omar Ali zebrał podległe mu siły i ruszył z posiłkami na odsiecz do Dżaninu. Posiłki składały się z batalionu piechoty, wspieranego przez pojazdy pancerne i baterię artylerii. O świcie arabscy ochotnicy otworzyli ogień z wioski Burkin, ostrzeliwując pozycje 21 Batalionu. Teren był skalisty, uniemożliwiający żołnierzom okopanie się. Jeden z pocisków spadł na stanowisko dowodzenia batalionu, zabijając zastępcę dowódcy. Sytuację izraelskich żołnierzy utrudniał jeszcze dodatkowo ostrzał prowadzony z byłego fortu brytyjskiej policji Jenin (fort Tegart), który był położony w zachodniej części miasta. Izraelczycy odpowiedzieli ogniem z moździerzy i karabinów, zmuszając arabską milicję w wiosce Burkin do zamilknięcia. Dało to im chwilowe uspokojenie sytuacji.
Przed południem, drogą od strony Nablusu nadciągnęły irackie posiłki. Natychmiast zaatakowały one od południa pozycje 21 Batalionu na wzgórzu 336. Dodatkowo od zachodu zaatakowały arabskie milicje z wioski Burkin. Izraelskie pozycje znalazły się pod ostrzałem artylerii. Bombardowanie przeprowadziły także samoloty. Ze względu na duże straty 21 Batalion wycofał się na wzgórza 251 i 266, utrzymując oblężenie miasta od zachodu i południa. Godzinę później Irakijczycy wspierani przez arabskie milicje przeprowadzili kolejny atak, zmuszając większość sił 21 Batalionu do odwrotu. Izraelscy żołnierze wycofywali się w kierunku północnym i przechodzili za dnia przez pole ostrzału fortu policji. Stało się to przyczyną licznych kolejnych ofiar wśród Izraelczyków. Irakijczycy wzięli kilkunastu żydowskich jeńców, których rozstrzelano, a następnie spalono ich ciała. Pomimo częściowego odwrotu, 21 Batalion utrzymał swoje pozycje aż do zmroku. Tymczasem główne irackie siły zaatakowały położone na południowy wschód od Dżaninu wzgórze 280. Broniący się tutaj 22 Batalion utrzymał jednak swoje pozycje.
W południe izraelskie dowództwo podjęło decyzję o uruchomieniu rezerwy, i podjęciu próby uchwycenia samego miasta. Siły rezerwy składały się z czterech plutonów piechoty z Brygady Karmeli i dwóch plutonów z Brygady Golani, którym wsparcie zapewniało kilka pojazdów opancerzonych. Siły te zaatakowały od północy i bardzo szybko wkroczyły do Dżaninu. Do wieczora prawie całe miasto zostało zajęte przez Izraelczyków, jedynie fort policji pozostawał w rękach arabskich. Siły izraelskie nie były jednak w stanie utrzymać miasta. Nie miały także zdolności do kontynuowania natarcia w kierunku na Tulkarm. Z tego powodu, o północy dowództwo wydało rozkaz o odwrocie. Izraelskie oddziały opuściły miasto i zajęły pozycje obronne na niewielkich wzgórzach położonych około 1,5 kilometra na północ od Dżaninu. Podczas pośpiesznego nocnego wycofywania, nie zdołano ewakuować większości ciał zabitych żołnierzy.

## Reakcje i następstwa
Bitwa zakończyła się przegraną Izraelczyków. Była to jedna z cięższych i najbardziej gorzkich bitew Sił Obronnych Izraela stoczonych podczas tej wojny. Izraelscy dowódcy po raz kolejny otrzymali bolesną lekcję, że zawodowa i dobrze wyszkolona armia jest zdecydowanie lepsza w walce niż pośpiesznie organizowane półpartyzanckie oddziały żydowskie, których jedyną zaletą w pierwszej fazie wojny był entuzjazm i zaangażowanie. Pomimo przegranej, zadano znaczne straty Irakijczykom, oraz stworzono linię obronną zabezpieczającą Dolinę Jezreel. Natomiast Irakijczycy, pomimo odniesionego sukcesu, nie zdołali w pełni wykorzystać nadarzającej się sytuacji i nie przeprowadzili kontrataku, który mógł rozbić siły żydowskie i otworzyć drogę do Doliny Jezreel.